# Брейнтри Таун
«Брейнтри Таун» (англ. Braintree Town Football Club) — английский полупрофессиональный футбольный клуб из города Брейнтри, графство Эссекс, Восточная Англия. Основан в 1898 году. Домашние матчи проводит на стадионе «Крессинг Роуд», вмещающем более 4 тысяч зрителей.
В настоящее время выступает в Национальной лиге, пятом по значимости дивизионе в системе футбольных лиг Англии.

## История
Клуб был образован в 1898 году компанией «Crittall Windows» под названием «Мейнор Уоркс» (англ. Manor Works). В силу специфики компании, которая производила железные рамы для стёкол, команда получила прозвище «железные». Клуб образовался на месте расформированного клуба «Брейнтри», который выступал в Лиге Северного Эссекса. В 1900 году клуб покинул лигу, но спустя год вернулся. С 1905 по 1912 год клуб трижды становился победителем лиги (1905/06, 1910/11, 1911/12). В 1911 году клуб вышел в объединённую лигу Эссекса и Саффолка, где играл до 1928 года во втором дивизионе. В 1921 году клуб был переименован в «Криттолл Атлетик» (англ. Crittall Athletic ) (по названию материнской компании). После победы во втором дивизионе в 1925 году клуб вышел в первый дивизион. Вскоре клуб присоединился к недавно воссозданной Лиге графства Эссекс, где в первом же сезоне занял второе место.
После Второй мировой войны «Криттолл Атлетик» вступил в Восточный дивизион Лондонской лиги. Клуб вновь занял второе место и вышел в элиту региональной лиги. В 1954 году «Криттолл» подал заявку на лицензирование, но получил отказ в связи с финансовыми проблемами. В сезоне 1959/60 клуб сделал «дубль», став чемпионом лиги Эссекса и Саффолка и выиграв Кубок этой же лиги.
В 1964 году клуб играл в Большой лондонской лиге, а спустя два года в Метрополитен-лиге. В 1968 году клуб поменял название на «Брейнтри энд Криттолл Атлетик» (англ. Braintree & Crittall Athletic ), а в 1970 году клуб снова вернулся в Лигу графства Эссекс.
В 1981 году отношения с материнской компанией были разорваны, и клуб сменил название на «Брейнтри». В 1983 году клуб получил своё нынешнее название «Брейнтри Таун». В 1987 году клуб выиграл главный трофей Лиги графства Эссекс, а в следующим сезоне — Кубок местной лиги.
В 1991 году «Брейнтри» вышел в Южный дивизион Южной лиги. В сезоне 2006/07 «Брейнтри Таун» поднялся в Южную конференцию, где в первом же сезоне дошел до плей-офф, но проиграл в первом раунде «Солсбери Сити». Того же он достиг в следующем году, проиграв в полуфинале «Истборн Боро».
В сезоне 2010/11 году клуб стал чемпионом Южной конференции, получив повышение до Национальной конференции.

## Достижения
- Южная Национальная лига
  - Чемпион (2010/11)
- Истмийская лига
  - Чемпион Премьер-дивизиона (2005/06)
- Лига Восточных Графств (Eastern Counties League)
  - Чемпион (1936/37, 1983/84, 1984/85)
  - Обладатель Кубка лиги (1987/88)
- Лондонская лига
  - Обладатель Кубка лиги (1948/49, 1951/52)
- Пограничная Лига Эссекса и Саффолка
  - Чемпион (1959/60)
  - Обладатель Кубка лиги (1959/60)
- Северная Лига Эссекса
  - Чемпион (1905/06, 1910/11, 1911/12)
- Кубок Эссекса
  - Обладатель (1995/96)